# Monaeses xyphoides
Monaeses xyphoides är en spindelart som beskrevs av Ludwig Carl Christian Koch 1874. Monaeses xyphoides ingår i släktet Monaeses och familjen krabbspindlar.
Artens utbredningsområde är Queensland. Inga underarter finns listade i Catalogue of Life.